# Barbarella (keresztnév)
A Barbarella női név a Barbara latin kicsinyítőképzővel képzett alakja.

## Rokon nevek
Bara, Barbara, Babita, Babiána, Biri, Bora, Borcsa, Bori, Boris, Boriska, Borka, Borbála, Boróka, Varínia

## Gyakorisága
Az újszülötteknek adott nevek körében az 1990-es években szórványosan fordult elő. A 2000-es és a 2010-es években sem szerepelt a 100 leggyakrabban adott női név között.
A teljes népességre vonatkozóan a Barbarella sem a 2000-es, sem a 2010-es években nem szerepelt a 100 leggyakrabban viselt női név között.

## Névnapok
december 4.